# KF Milano Kumanovo
KF Milano (FK Milano; Milano; Milano Kumanovo, albanski Klubi Futbollistik Milano Kumanovë, makedonski фудбалски клуб Милано Куманово) je muški nogometni klub iz Kumanova, Sjevernoistočna regija, Sjeverna Makedonija.  

## Uspjesi
Prva makedonska liga
- doprvak: 2007./08., 2008./09.

Druga makedonska liga
- prvak: 2006./07.

Treća makedonska liga
- prvak: 2005./06. (Sjever)

Kup Makedonije / Sjeverne Makedonije
- finalist: 2007./08.

## Pregled plasmana po sezonama
| sezona    | rang lige | liga               | dio lige | poz.   | klubova u ligi | ut     | pob    | ner    | por    | gol+   | gol-   | bod    | napomene                        | izvori      |
| Milano    | Milano    | Milano             | Milano   | Milano | Milano         | Milano | Milano | Milano | Milano | Milano | Milano | Milano | Milano                          | Milano      |
| --------- | --------- | ------------------ | -------- | ------ | -------------- | ------ | ------ | ------ | ------ | ------ | ------ | ------ | ------------------------------- | ----------- |
| 2006./07. | II.       | 2. makedonska liga |          | 1.     | 12             | 33     | 21     | 6      | 6      | 74     | 31     | 69     |                                 | [ 1 ]       |
| 2007./08. | I.        | 1. makedonska liga |          | 2.     | 12             | 33     | 21     | 3      | 9      | 74     | 35     | 66     |                                 | [ 2 ]       |
| 2008./09. | I.        | 1. makedonska liga |          | 2.     | 11 (12)        | 30     | 17     | 4      | 9      | 48     | 35     | 55     |                                 | [ 3 ]       |
| 2009./10. | I.        | 1. makedonska liga |          | 9.     | 10 (12)        | 26     | 1      | 3      | 22     | 14     | 81     | 6      | doigravanje za ostanak – ispali | [ 4 ] [ 5 ] |

## Vanjske poveznice
- fcmilano.com.mk, wayback arhiva
- KF Milano Kumanovë, Facebook stranica
- (engl.) int.soccerway.com, FK Milano Kumanovo
- (engl.) worldfootball.net, Fudbalski Klub Milano Kumanovo
- (engl.) futbol24.com, FK Milano Kumanovo
- rezultati.com, Milano Kumanovo
- fudbal91.com, Milano Kumanovo
- (engl.) footballdatabase.eu, Milano Kumanovo
- (engl.) transfermarkt.com, FK Milano Kumanovo
- (lit.) futbolas.lietuvai.lt, FK Milano Kumanovo